# تپه بردبناب
تپه بردبناب مربوط به سده‌های میانه دوران‌های تاریخی پس از اسلام است و در شهرستان الیگودرز، بخش بشارت، دهستان پیشکوه ذلقی، ۱/۲ کیلومتری غرب روستای نخودکار واقع شده و این اثر در تاریخ ۱۸ اسفند ۱۳۸۷ با شمارهٔ ثبت ۲۵۲۷۶ به‌عنوان یکی از آثار ملی ایران به ثبت رسیده است.